# 新赫雷布利亞 (特諾皮爾州)
49°23′11″N 24°58′0″E / 49.38639°N 24.96667°E
參數所指定的目標頁面不存在，建議更正成存在頁面或直接建立下列一個頁面（建立前請先搜尋是否有合適的存在頁面可以取代）：
- 新赫雷布利亞

新赫雷布利亞（羅馬化：Nova Hreblia）是位於烏克蘭西南部的村莊，由特諾皮爾州特諾皮爾區的薩蘭丘基市鎮負責管轄。該村始建於1785年，面積0.12平方公里，2014年人口16，人口密度每平方公里158.3人。